# Lorenzo Celsi (bispo)
Lorenzo Celsi (falecido em 1603) foi um prelado católico romano que serviu como bispo de Castro del Lazio de 1591 a 1603.

## Sucessão episcopal
Enquanto bispo, foi co-consagrador de:
- Juan Pedro González de Mendoza, (1593);
- Pietro Francesco Montorio, (1594); e
- Alessandro Guidiccioni (iuniore), bispo de Lucca (1600).